# Oxyopes jianfeng
Oxyopes jianfeng là một loài nhện trong họ Oxyopidae.
Loài này thuộc chi Oxyopes. Oxyopes jianfeng được Da-xiang Song miêu tả năm 1991.